# Valerio Bianchini
Pour les articles homonymes, voir Bianchini.
Valerio Bianchini, né le 22 juillet 1943 à Torre Pallavicina, dans la province de Bergame dans la région Lombardie en Italie, est un entraîneur italien de basket-ball.

## Palmarès
- Champion d'Italie : 1981, 1983, 1988
- Coupe d'Italie : 1998
- Supercoupe d'Italie : 1999
- Coupe des clubs champions : 1981
- coupe des coupes : 1981
- coupe intercontinentale : 1982, 1985